# 雍州 (九州)
雍州，又作“廱州”。是漢地“九州”之一，即今甘肅、陝西、寧夏三省全境及今內蒙。

## 地域
| 《禹贡》雍州 | 《周礼》雍州 | 漢代區劃               | 晋代區劃 | 明代區劃                 | 今行政區劃       |
| ------------ | ------------ | ---------------------- | -------- | ------------------------ | ---------------- |
| 雍州         | 雍州         | 朔方                   | 雍州     | 陝西省、陕西行都指挥使司 | 甘肅、陝西、寧夏 |
| 雍州         | 雍州         | 京兆尹、左馮翊、右扶風 | 雍州     | 陝西省、陕西行都指挥使司 | 甘肅、陝西、寧夏 |
| 雍州         | 雍州         | 涼州                   | 涼州     | 陝西省、陕西行都指挥使司 | 甘肅、陝西、寧夏 |
| 雍州         | 雍州         | 涼州                   | 秦州     | 陝西省、陕西行都指挥使司 | 甘肅、陝西、寧夏 |
| 梁州         | 雍州         | 不適用                 | 不適用   | 不適用                   | 不適用           |

## 歷史
周秦之地，汉朝时分隸涼州刺史部及三輔。三國時屬曹魏，西晋末年陷入胡人之手，劉裕北伐時一度收復長安，後在北魏的統治下，輾轉下重由漢族隋朝統治，歴唐、五代入宋，12世紀陷落女真族金國之手，13世紀由蒙古帝國所侵占，至明初重為漢族收復，後經滿族清朝统治，於1911年10月至1912年2月間相繼脫離清廷加入革命隊伍。
今分屬中華人民共和國的陝西、甘肅、寧夏三省。

## 備註
1. ↑  梁州地域併入雍州[參⁠ 1]
2. ↑  朔方原屬雍州地域[參⁠ 2]，後在西汉末年被并入并州
3. ↑  司隶七郡中的京兆尹、左馮翊、右扶風三郡屬雍州地域[參⁠ 4]。
4. ↑  凉州由雍州改名而来[參⁠ 5]，而三辅和朔方也自雍州地域析出
5. ↑  在周代併入雍州，即漢代的益州[參⁠ 6][參⁠ 7][參⁠ 8][參⁠ 9] 。
6. ↑   註: